# Lagwan jezik
Lagwan jezik (kotoko-logone, lagouane, lagwane, logone; ISO 639-3: kot), afrazijski jezik čadske skupine biu-mandara, kojim govori 1 500 ljudi u Kamerunu (Tourneux 2004), u provinciji Far North. Govori se i na području Čada, ali broj govornika nije poznat. Ima dva dijalekta: logone-birni i logone-gana (kotoko-gana).
Jedan je od dva južna predstavnika pravih kotoko jezika, drugi mser [kqx].

## Vanjske poveznice
- Ethnologue (14th)
- Ethnologue (15th)